# Liste des navires de l'Armada espagnole
Voici la liste des bâtiments de l'Armada espagnole en service (en 2008).

Pavillon de l'Armada espagnole

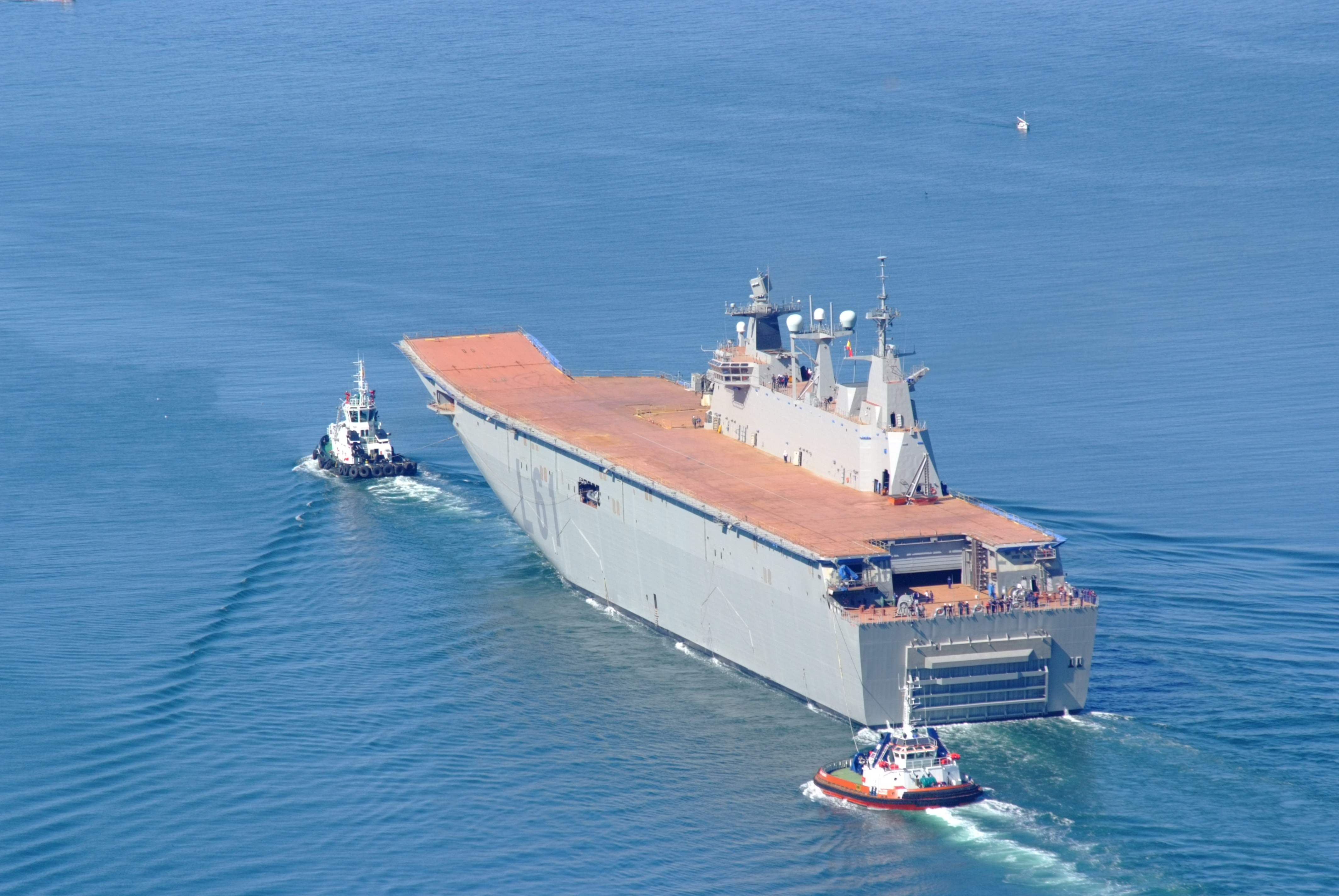
Le Juan Carlos I, navire amiral de l'Armada.

## Porte-aéronef
- (Príncipe de Asturias (R11) : désarmé en 2013)

Classe Juan Carlos I (qui joue également le rôle de bâtiment de débarquement/Transport de chalands de débarquement) :
- Juan Carlos I

## Frégates

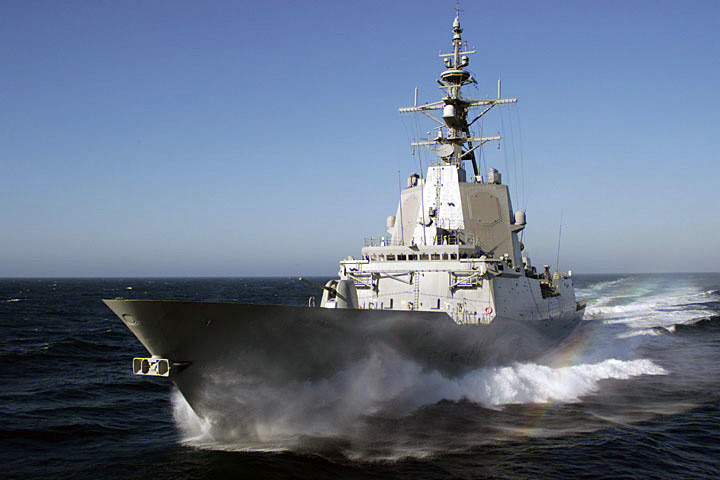
La frégate Almirante Juan de Borbón de la classe Classe Álvaro de Bazán

Classe Álvaro de Bazán :
- Álvaro de Bazán (F101)
- Almirante Juan de Borbón (F102)
- Blas de Lezo (F103)
- Méndez Núñez (F104)
- Cristobal Colón (F-105)

Classe Santa María :
- Santa María (F81)
- Victoria (F82)
- Numancia(F83)
- Reina Sofía (F84)
- Navarra (F85)
- Canarias (F86)

Classe F-110 (en construction) :
- F111	Bonifaz
- F112	Roger de Lauria
- F113	Menéndez de Avilés
- F114	Luis de Córdova
- F115	Barceló

## Bâtiments de débarquement/Transport de chalands de débarquement

Le LPD Galicia

Classe Juan Carlos I (étant également un Porte-aéronef) :
- Juan Carlos I

Classe Galicia :
- Galicia (L51)
- Castilla (L52)

## Sous-marins
Classe Agosta (en service) :
- Galerna (S71)
- Mistral (S73)
- Tramontana (S74)

Classe S-80 (en construction) :
- Isaac Peral (S81) (2015)
- Narciso Monturiol (S82) (2016)
- Cosme Garcia (S83) (2017)

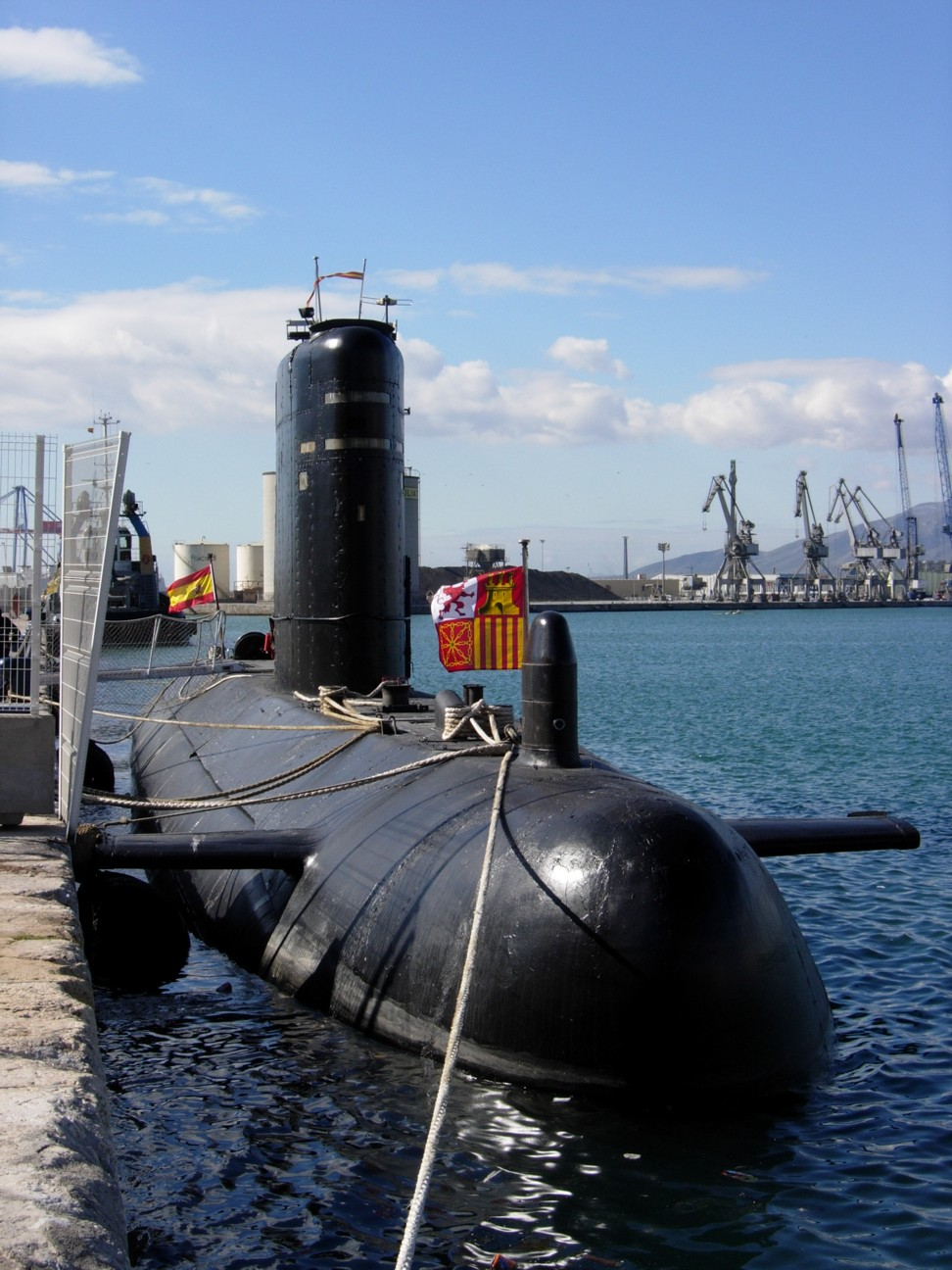
Le sous-marin de la Classe Agosta Tramontana

- Mateo García de los Reyes  (S84) (2018)

## Ravitailleur de sous-marins

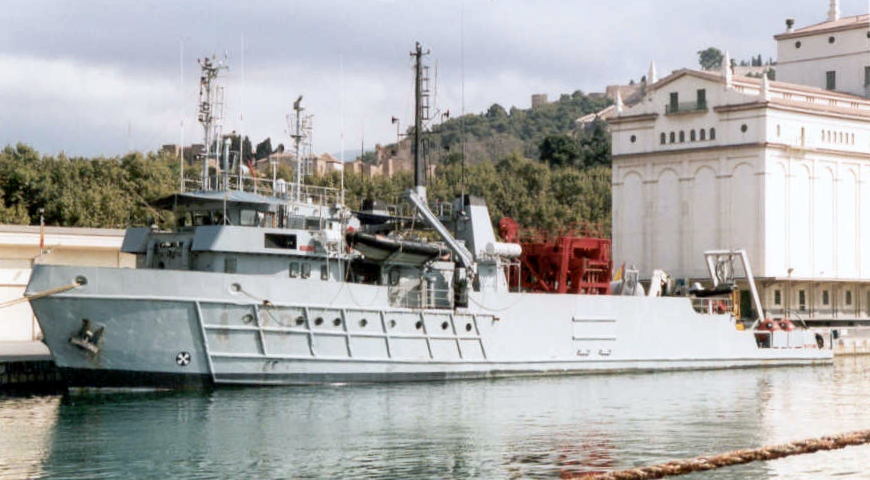
Le ravitailleur de sous-marins Neptuno (A-20)

- Neptuno (A-20) (sister-ship du Mar Caribe (A-101))

## Patrouilleurs de haute mer

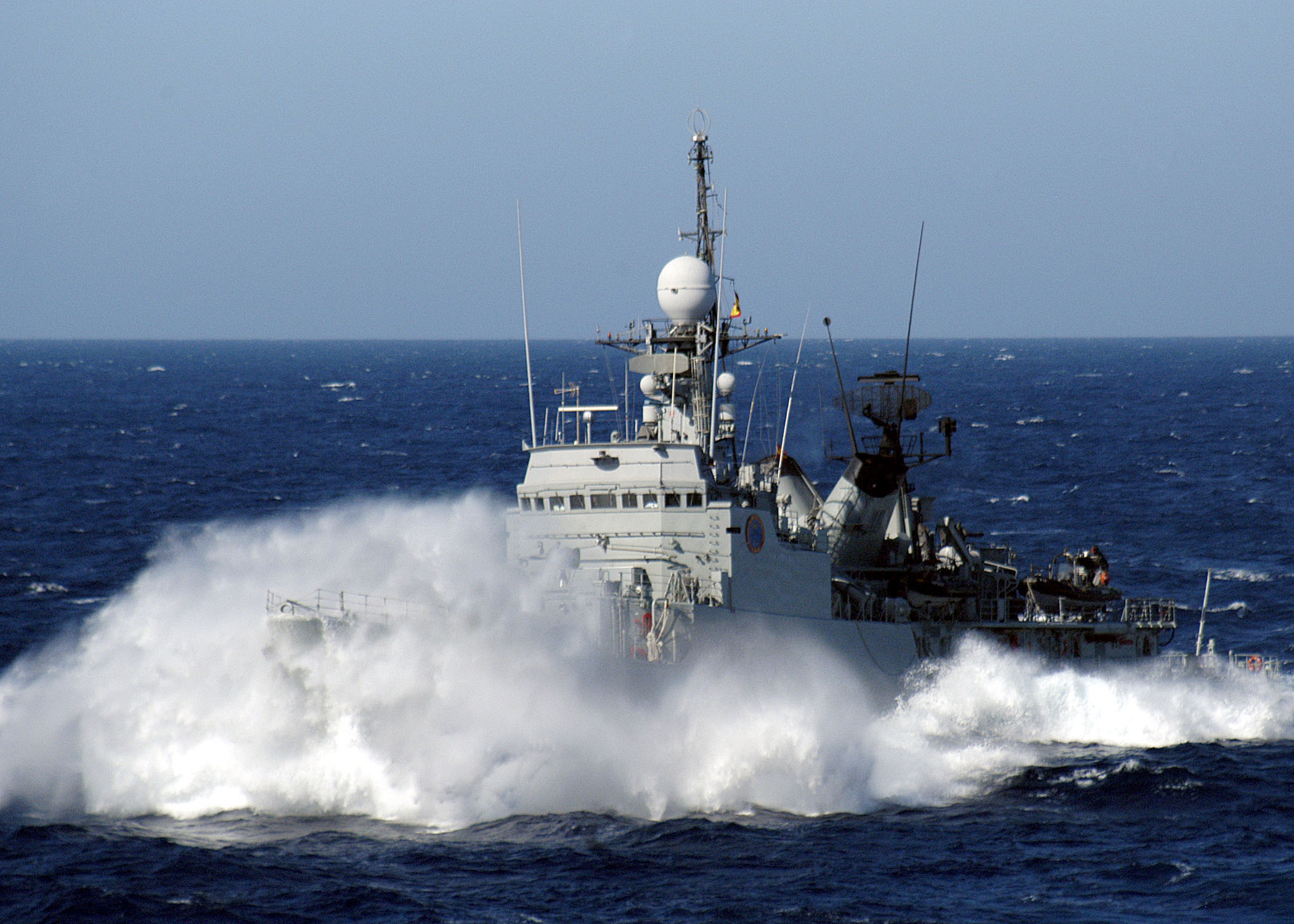
Le patrouilleur Infanta Elena

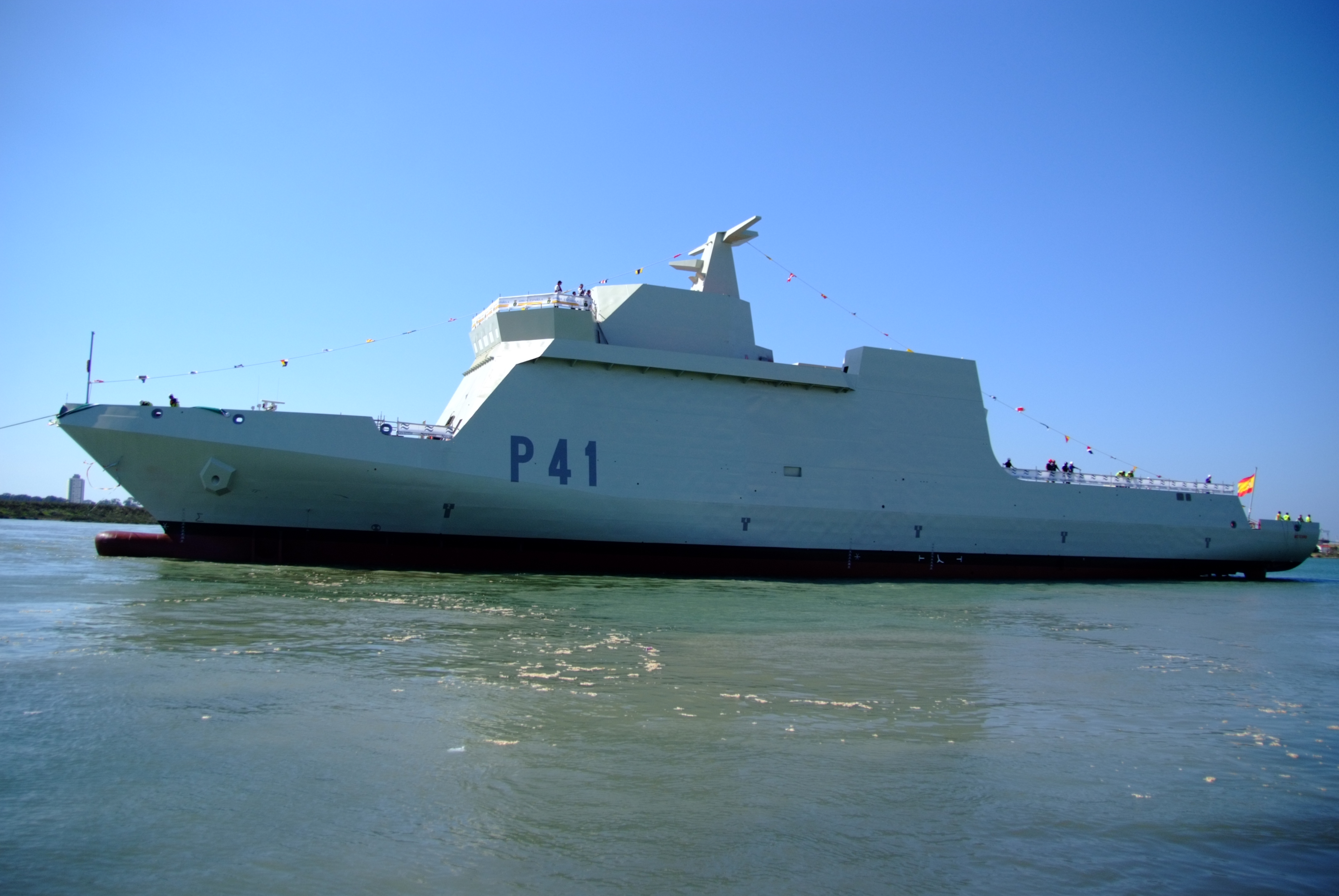
Patrouilleur de la Classe Meteoro, tête de série.

Classe Descubierta :
- Infanta Elena (P76)
- Infanta Cristina (P77)
- Cazadora  (P78)
- Vencedora (P79)

Classe Serviola:
- Serviola (P71)
- Centinela (P72)
- Vigía (P73)
- Atalaya (P74)

Classe Chilreu:
- Alborán (P62)
- Arnomendi (P63)
- Tarifa (P64)

Classe Meteoro:
- Meteoro (P41)
- Rayo (P42)
- Relámpago (P43)
- Tornado (P44)

## Patrouilleurs
Classe Toralla:
- Toralla (P81)
- Formentor (P82)

Classe Anaga: 
- Tagomago (P22)
- Medas (P26)
- Tabarca (P28)

Classe Aresa
- P-111 (P111)
- P-114 (P114)

Classe Cabo Fradera
- P-201 (P201)

## Chasseurs de mines

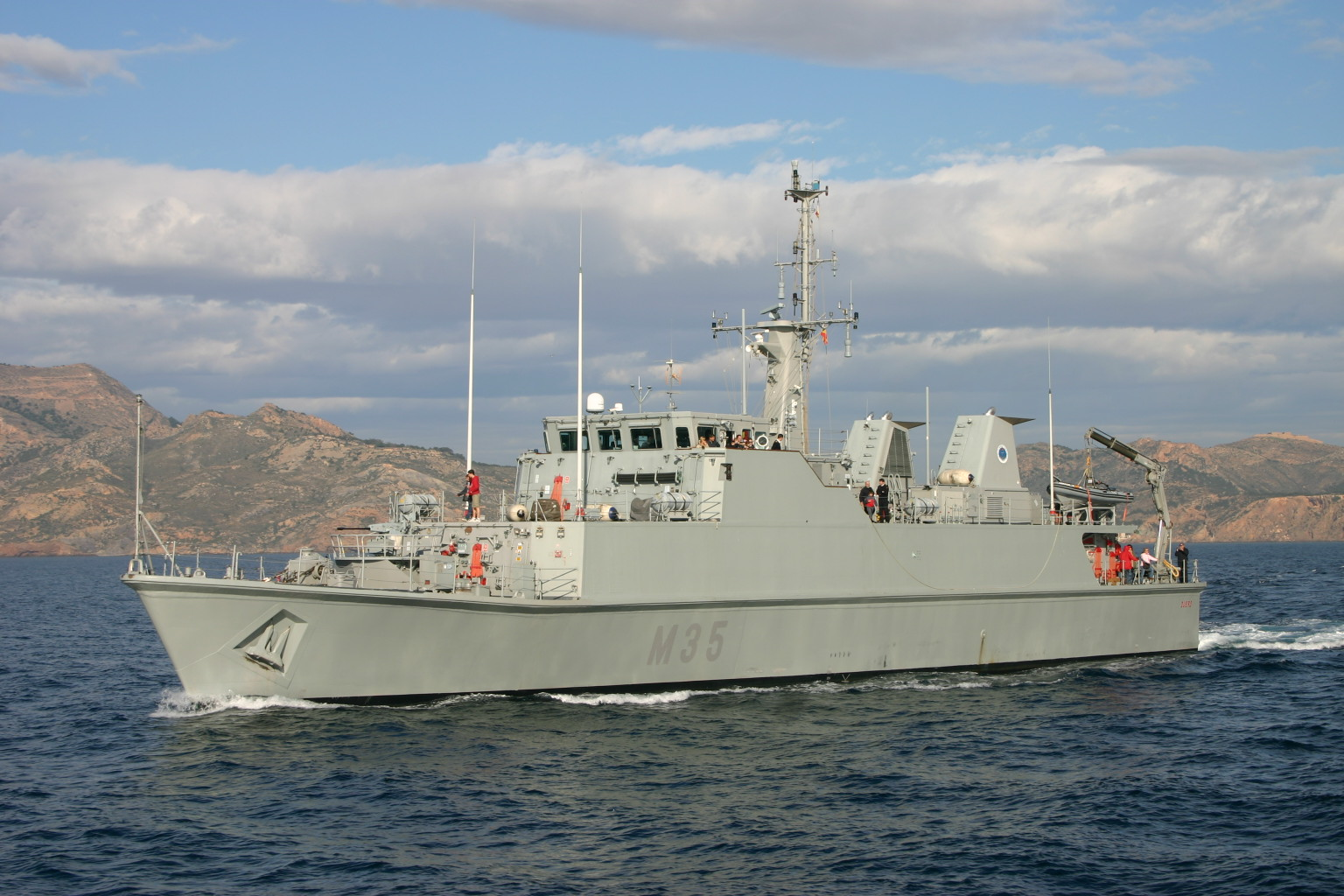
Chasseur de mines de la Classe Segura

Classe Segura:
- Segura (M31)
- Sella (M32)
- Tambre (M33)
- Turia (M34)
- Duero (M35)
- Tajo (M36)

Classe Descubierta:
- Diana (M11) (anciennement F-32)

## Engin de débarquement
- LCM-1E

## Remorqueur
- Mar Caribe (A-101) (sister-ship du Neptuno (A-20))

## Pétrolier ravitailleur

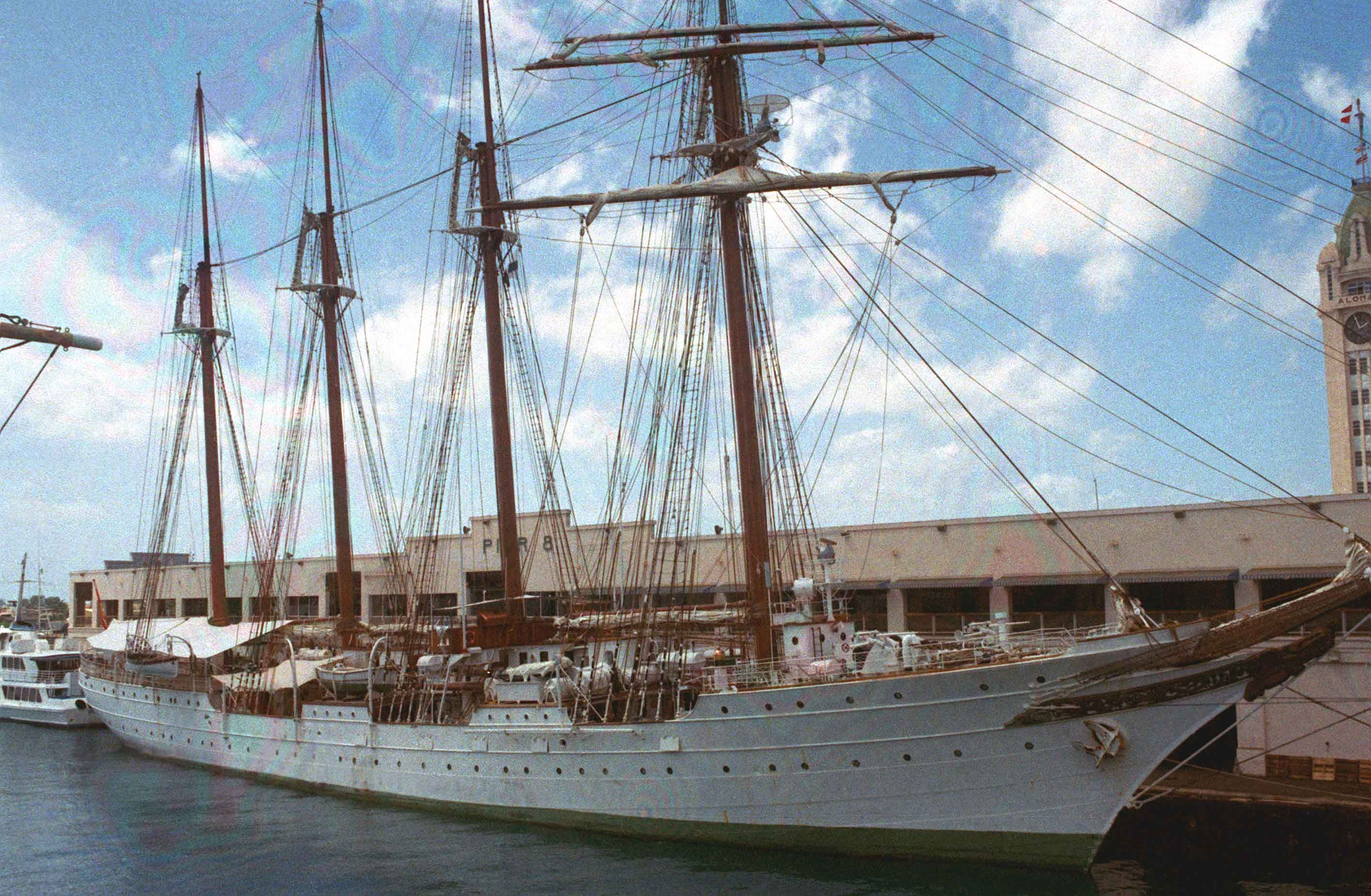
Le navire-école Juan Sebastián de Elcano.

- Patiño (A14)
- Cantabria (A15)

## Cargos
- Martín Posadillo (A04)
- El camino español  (A05)

## Navire-école
- Juan Sebastián de Elcano
- Giralda (A-76)

## Navires océanographiques
- Antares (A23)
- Rigel (A24)
- Malaspina (A31)
- Tofiño (A32)
- Astrolabio (A91)
- Escandallo (A92)
- Sextante (A93)

## Source
- (en) Cet article est partiellement ou en totalité issu de l’article de Wikipédia en anglais intitulé « List of active Spanish Navy ships » (voir la liste des auteurs).